# Вествуд (Лос-Анджелес)

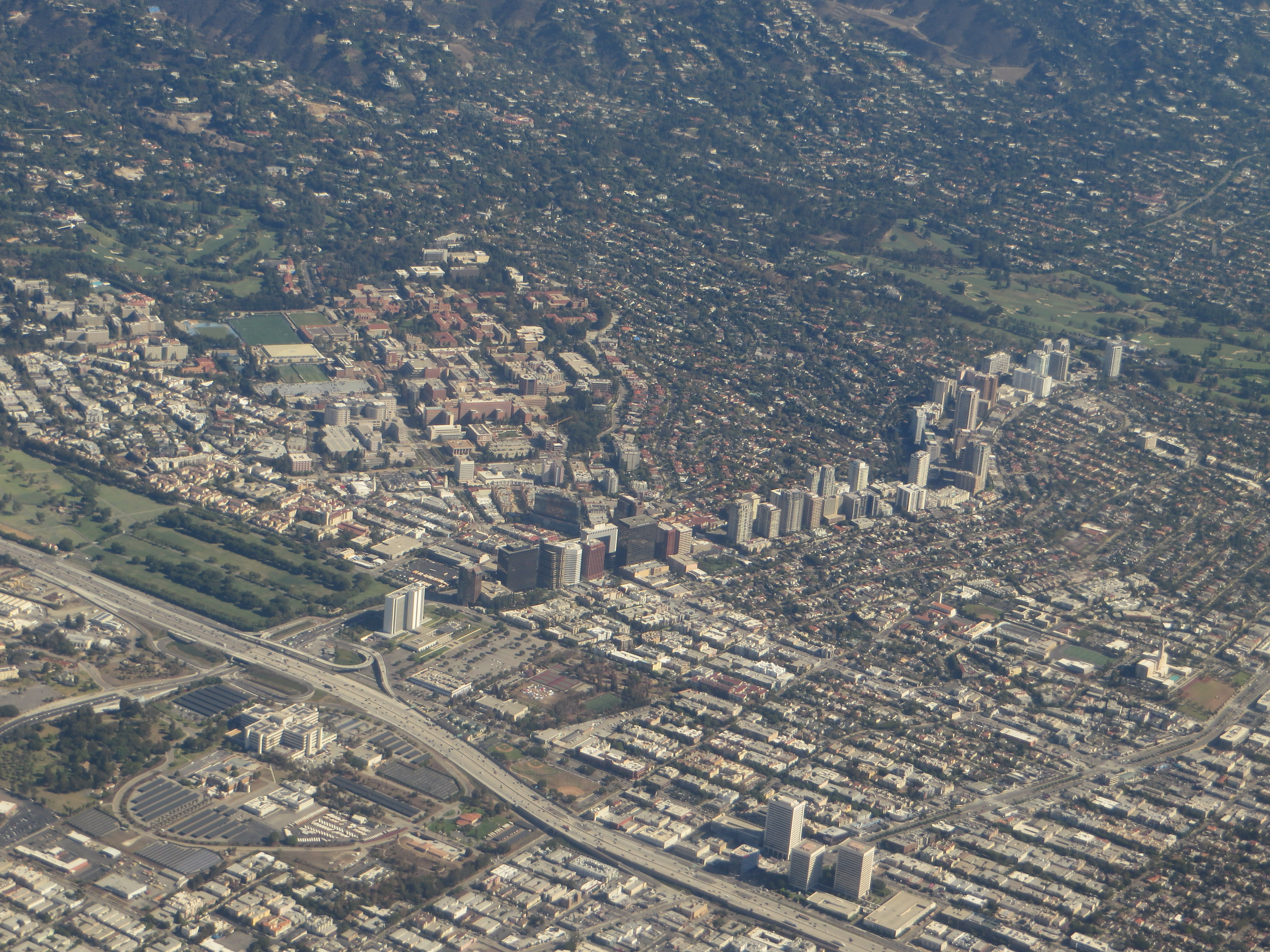
Вид на Вествуд із південного заходу. Багатоповерхівки стоять вздовж Вилшир бульвару. На передньому плані 405-ий фрівей. На північ й південь від Вилшир бульвару вздовж перепендикулярного до нього Вествуд бульвару торгові будівлі Вествуд-Вилладж. Північніше за торгову зону — університетське містечко. На сході, за Вилшир бульваром після зелених, гольфових ланів Лос-анжелеського сільського клубу квартали Беверлі-Хиллс

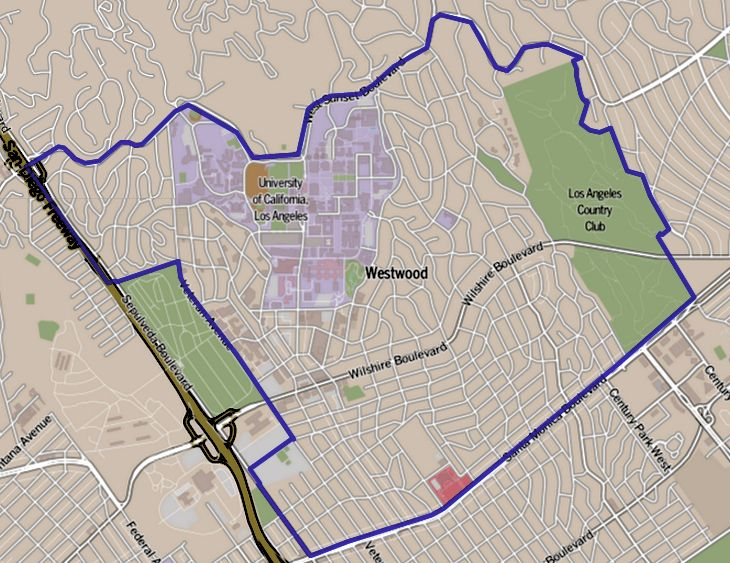
Мапа Вествуду

Вествуд (англ. Westwood; «Західний ліс») — центрально-західний район Лос-Анджелеса.
На півночі розташовані Лос-Анжелеське містечко Університету Каліфорнії й південна частина місцевості Холмбі-Хиллс з найдорожчими будинками у Лос-Анджелесі й у США.

## Географія
На півночі Вествуд межує з Бел-Ейром вздовж Сансет бульвару; на сході — з містом Беверлі-Хиллс; на півдні вздовж Олимпік бульвару з Західним Лос-Анджелесом й Сенчурі-Сіті; на заході вздовж 405-го Сан-дієзького фрівею — з Брентвудом й Сотелом.

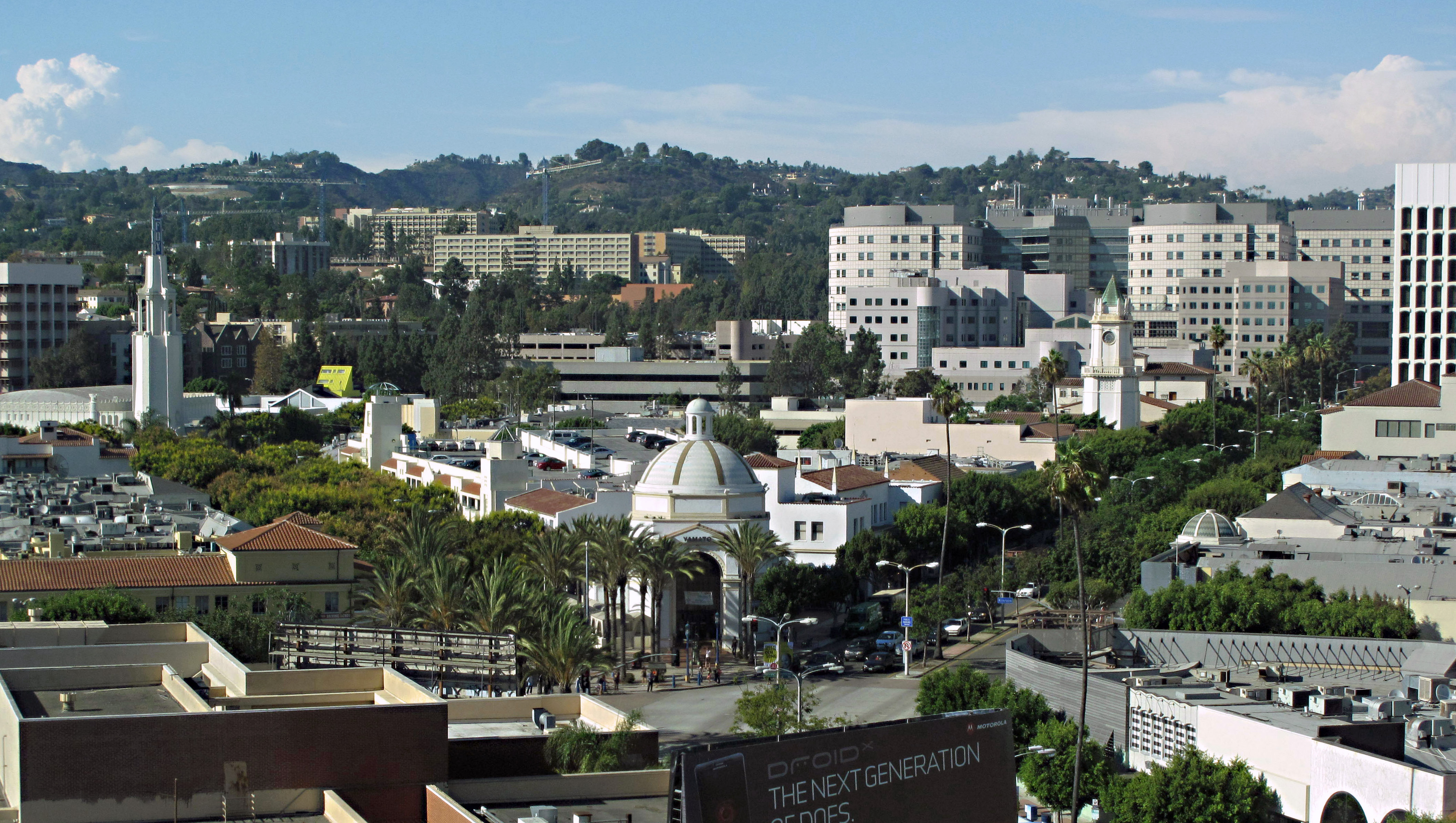
Містечко Університету Каліфорнії з південної сторони

Вествуд містить у собі декілька місцевостей:
- на північному сході — житловий район з розкішними палацами Холмби-Хиллс;
- на півночі — Лос-анжельське містечко Університету Каліфорнії;
- на південному заході — торговий й діловий Вествуд-Вілладж.

На сході Вествуду розташовано Лос-анджельський сільський клуб.
До Вествуду відносяться поштові коди 90024, 90049 й 90095.

## Місцевості Вествуду

### Вествуд-Вілладж

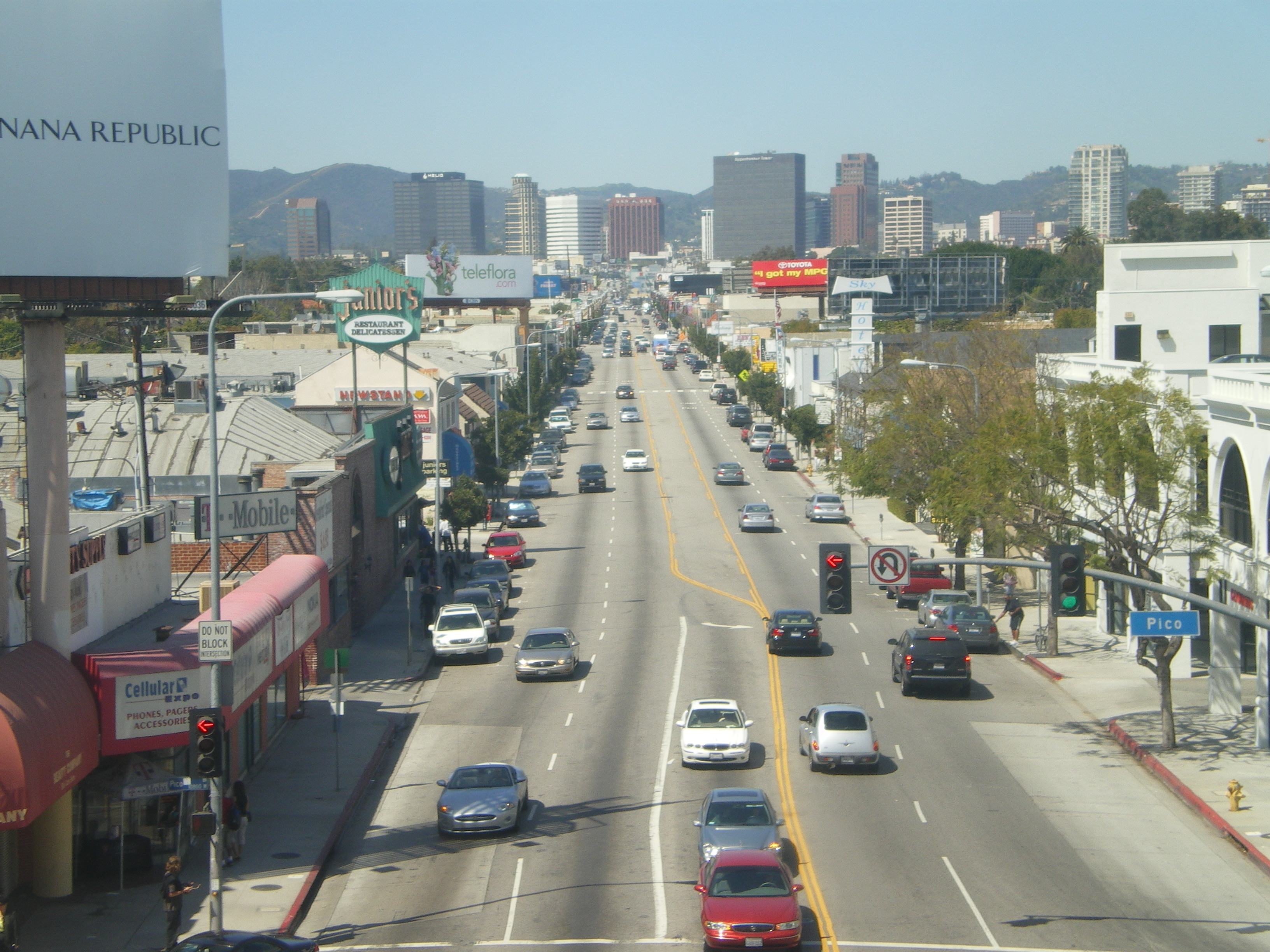
Вид Вествуд бульвару з Вестсайдського павільйону

Вествуд-Вілладж є торгівельним й офісним центром Вествуду, що було закладено у кінці 1920-их років. Перекладається як «західно-лісове село».
Розташовано у центрі Вествуду на південь від містечка Університету Каліфорнії вздовж Вествуд бульвару.
Відсутність достатньо парковок за сучасними мірками, стримує торгову й ділову активність Вествуд-Вілладж.

### Норт-Вествуд-Вілладж
Знаходиться на півночі Вествуд-Вілладж й на півдні від університетського містечка між Гейлі авеню й Ле-Конте авеню. Тут знаходяться студентські гуртожитки університету.

### Холмби-Хиллс
Південна частина місцевості Холмби-Хиллс розташована у крайньому північному куті Вествуду. Тут знаходяться найдорожчі палаци Лос-Анджелесу, як садиби покійних Аарона Спеллінга, або Х'ю Хефнера.
На сході місцевість Холмби-Хиллс обмежена Беверлі-Хиллс, на півдні — Вилшир бульваром, на півночі — Бел-Ейр, на заході — університетським містечком.
Беверлі-Хиллс, Бел-Ейр та Холмби-Хиллс становлять Платиновий трикутник Лос-Анджелесу.

## Населення
Населення Вествуду склало у 2016 році 60431 осіб, площа 9,55 км², щільність населення 6328 осіб/км². Середній вік мешканця — 34,4 років серед чоловіків й 33,8 років серед жінок. В середньому у оселі мешкало 7,2 осіб, що пов'язане з присутністю студентських гуртожитків. 23,5 % осель належать подружжям. 32,0 % подружжів мешкають з дітьми. 5,0 % серед осель належить матерям-одиначкам. 2,6 % мешканців майже не володіють англійською мовою. 48,1 % є уродженцями Каліфорнії. 28,1 % є іммігрантами.
Середній дохід на оселю складав у 2016 році 95253 доларів на рік.

## Історія
Місцевість почала забудовуватися з 1919 року, як проміжний район по шляху з міста (Лос-Анджелеса) до Санта-Моники.
1926 року тут відкрилося університетське містечко Університету Каліфорнії.

## Культура

### Хаммерський музей
Мистецький музей розташовано на 10899 Вилшир бульварі. Музей засновано Армандом Хаммером 1990 року. Він відкрився експозицією українського маляра Казимира Малевича.
Має приблизно 300 освітніх й дослідницьких програм у галузі мистецтва у співробітництві з Університетом Каліфорнії.

### Гральний будинок Геффен
Був побудований 1929 року за адресою 10886 Le Conte Avenue як Масонський супровідний клуб для студентів й випускників Університету Каліфорнії. Проект архітектора Стайлес О. Клементса.

### Мормонський храм
Лос-анжелеський храм є другим за розміром храмом мормонів. Розташований на 10777 W Santa Monica Boulevard. Збудований 1956 року.

## Будинки
Середня ціна житлового окремо-стоячого будинку у Вествуді на 2016 рік складає 2,309 млн доларів.

### Приватні маєтки
- The Manor at Holmby Hills, 594 South Mapleton Drive, площею 5110 м2, 4,69 га, зведено у 1988—1990 роках, 123 кімнати, з них 7 спалень й 29 ванн, кеглевий зал, ковзанку, флігель для одягу Кенді Спеллинг, оцінна вартість 114,9 млн доларів (2018 рік); у 1990—2006 роках будинок належав Аарону Спеллінгу, вдова Кенді продала 2011 року будинок Петрі Стант, донці магната Формули-1 Берні Екклестоун за 85 млн доларів;[2][3][4][5]
- The Playboy Mansion, 10236 Charing Cross Rd, 4645 м2, 25 спалень, 25 ванн, оригінальний будинок збудовано 1927 року; перебудовано у 1979 році, 100 млн доларів продано у 2016 році після смерті власника;
- Fleur de Lys, 350 North Carolwood Drive, площа 3983 м2, 1,7 га, 12 спалень, 18 ванн, зведено 2002 року, оцінна вартість 107,7 млн доларів (2018 рік);[6][7]
- 271 S Mapleton Dr, 2922 м2, 0,56 га, 6 спалень, 8 ванн, збудовано 2000 року, оцінна вартість 58,3 млн доларів (2018 рік);
- 301 North Carolwood Drive, 2787 м2, 0,88 га, 10 спалень, 20 ванн, зведено 2016 року, оцінна вартість 112,1 млн доларів (2018 рік), належить ізраїльтянину Тому Горес;[8]
- 330 S Mapleton Dr, 2584 м2, 0,48 га, 6 спалень, 14 ванн, збудовано 1993 року, оцінна вартість 31,2 млн доларів (2018 рік);
- 377 S Mapleton Dr, 2323 м2, 2,02 га, 5 спалень, 7 ванн, збудовано 2001 року, оцінна вартість 26,1 млн доларів (2018 рік).